# Novi Mlînî, Borzna
Novi Mlînî (în ucraineană Нові Млини) este localitatea de reședință a comunei Novi Mlînî din raionul Borzna, regiunea Cernihiv, Ucraina. În secolul al XIX-lea, satul făcea parte din volostul Șabalîniv, uezdul Sosnîțea.

## Demografie
Componența lingvistică a localității Novi Mlînî
     Ucraineană (98,23%)
     Rusă (1,66%)
     Alte limbi (0,11%)
Conform recensământului din 2001, majoritatea populației localității Novi Mlînî era vorbitoare de ucraineană (98,23%), existând în minoritate și vorbitori de rusă (1,66%).